# Sammelschiene
Die Sammelschiene ist ein Begriff aus der Elektrotechnik, Energieversorgung bzw. Hochspannungstechnik. Unter einer Sammelschiene versteht man eine Anordnung von elektrischen Leitern, die als zentraler Verteiler von elektrischer Energie dienen, da an die Sammelschienen alle ankommenden und abgehenden Leitungen angeschlossen sind.

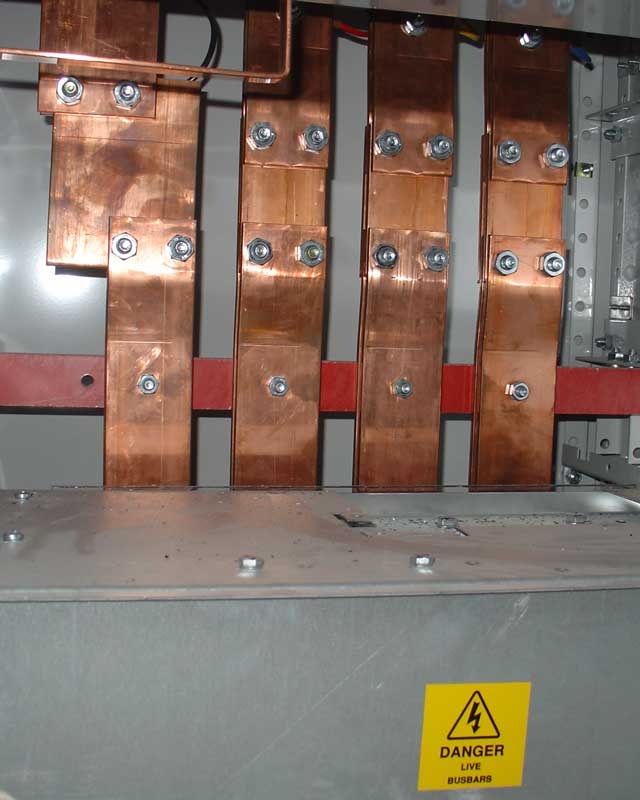
Vierpolige Sammelschiene im Niederspannungsbereich

## Allgemeines
Einzelsammelschienen bieten den Vorteil, besonders übersichtlich zu sein.
Zur Erzielung von Redundanz werden in Schaltanlagen für Hochspannung normalerweise Mehrfachsammelschienen verwendet; in sehr großen Anlagen kommen Vierfachsammelschienen zum Einsatz. Mehrfachsammelschienen sind parallel aufgebaut und können wahlweise verwendet werden. Oft sind Sammelschienen auch in Längsrichtung in zwei oder mehr Teile unterteilt, die Sammelschienenabschnitte oder Blöcke. Einzelne Abschnitte einer Sammelschiene können so unabhängig voneinander betrieben werden. Der Einsatz mehrerer Sammelschienen bietet die Möglichkeit, ruhige und unruhige Verbraucher an verschiedenen Sammelschienen zu betreiben, oder Sammelschienenabschnitte für Wartungsarbeiten freizuschalten, während die Verbraucher auf die anderen Sammelschienen geschaltet sind.

### Material und Sicherheit
Sammelschienen werden aus Aluminium oder Kupfer gefertigt und sind in der Regel unisoliert, was die Montage von Anschluss- und Schaltelementen vereinfacht. Der Berührschutz muss hingegen durch die Gehäuse der Schaltanlage gewährleistet sein.
Da die Sammelschienen nach dem Öffnen der Gehäuse keinen Berührschutz mehr bieten, findet man solche Anlagen meist in Hauptverteilungen, bei denen der Zugriff durch weitergehende Sicherheitsmaßnahmen auf entsprechend geschulte Elektrofachkräfte beschränkt ist.
Um sie vom Untergrund zu isolieren, werden die Sammelschienen auf Stützisolatoren, Stromschienenhaltern oder Sammelschienenhaltern befestigt.
Kontakte werden auf der Sammelschiene mit verzinkten Schrauben oder Sammelschienenklemmen hergestellt.

## Sammelschienen in Hochspannungsschaltanlagen
In Umspannwerken erfolgt der Anschluss der Leitungen und Trafos an die Sammelschiene über Schaltfelder, die üblicherweise gleichartig aufgebaut sind. Ein Feld besteht in Hochspannungsanlagen in der Regel aus:
- einer Anzahl von Sammelschienentrennern (entsprechend der Anzahl paralleler Sammelschienen)
- dem Strom- und Spannungswandler oder Kombiwandler
- dem Leistungsschalter
- dem Leitungstrenner (auch Abgangstrenner genannt).

Mit Hilfe mehrfach vorhandener Sammelschienentrenner kann man den Abgang auf verschiedene Sammelschienen legen.
Folgende Feldtypen lassen sich unterscheiden:
- Abgangsfelder: An diese sind abgehende oder ankommende Leitungen angeschlossen. Ein Sonderfall ist das Abgangsfeld, bei dem der Übergang von einer blanken Sammelschiene auf ein Erdkabel erfolgt.
- Trafo-Abgangsfelder: Abgänge, an die Leistungstransformatoren angeschlossen sind.
- Kuppelfelder: Mit ihrer Hilfe können Sammelschienen untereinander längs, quer und diagonal verbunden werden.
- Wandlerfelder: In den Wandlerfeldern werden Strom- oder Spannungswandler betrieben, oft auch als Kombiwandler. Somit dienen diese Sammelschienenfelder dem Messen elektrischer Größen und oftmals auch dem Schutz der Sammelschiene und der daran betriebenen elektrischen Betriebsmittel.

110-kV-Sammelschienen
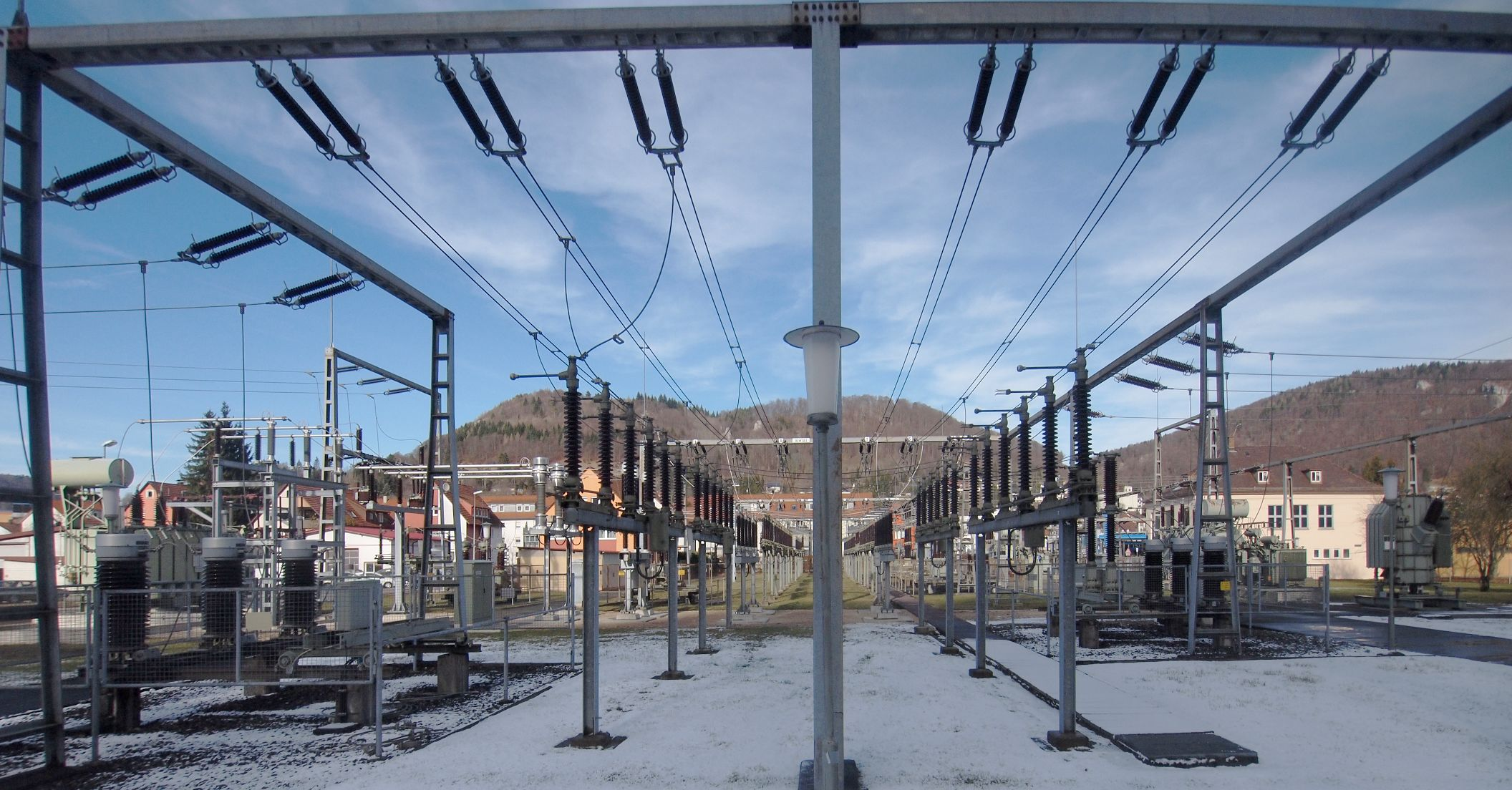
In Seilform (typisch Stalu- oder Alu-Seil)
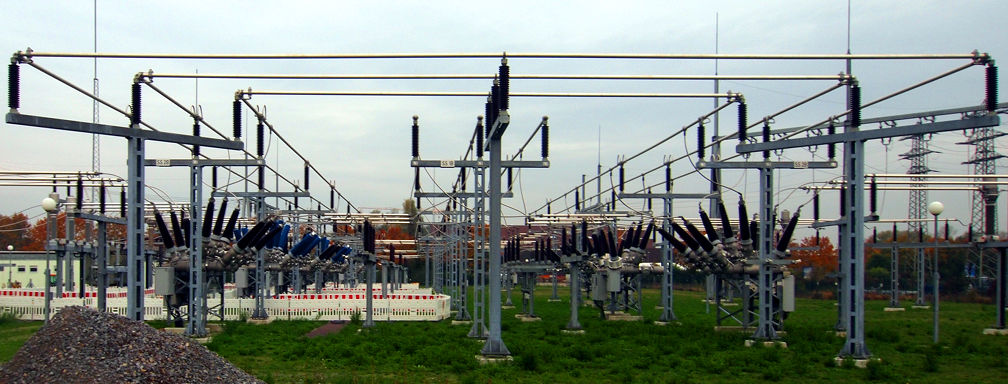
In Stabform (Alu-Rohre)

## Niederspannungsunterverteilung

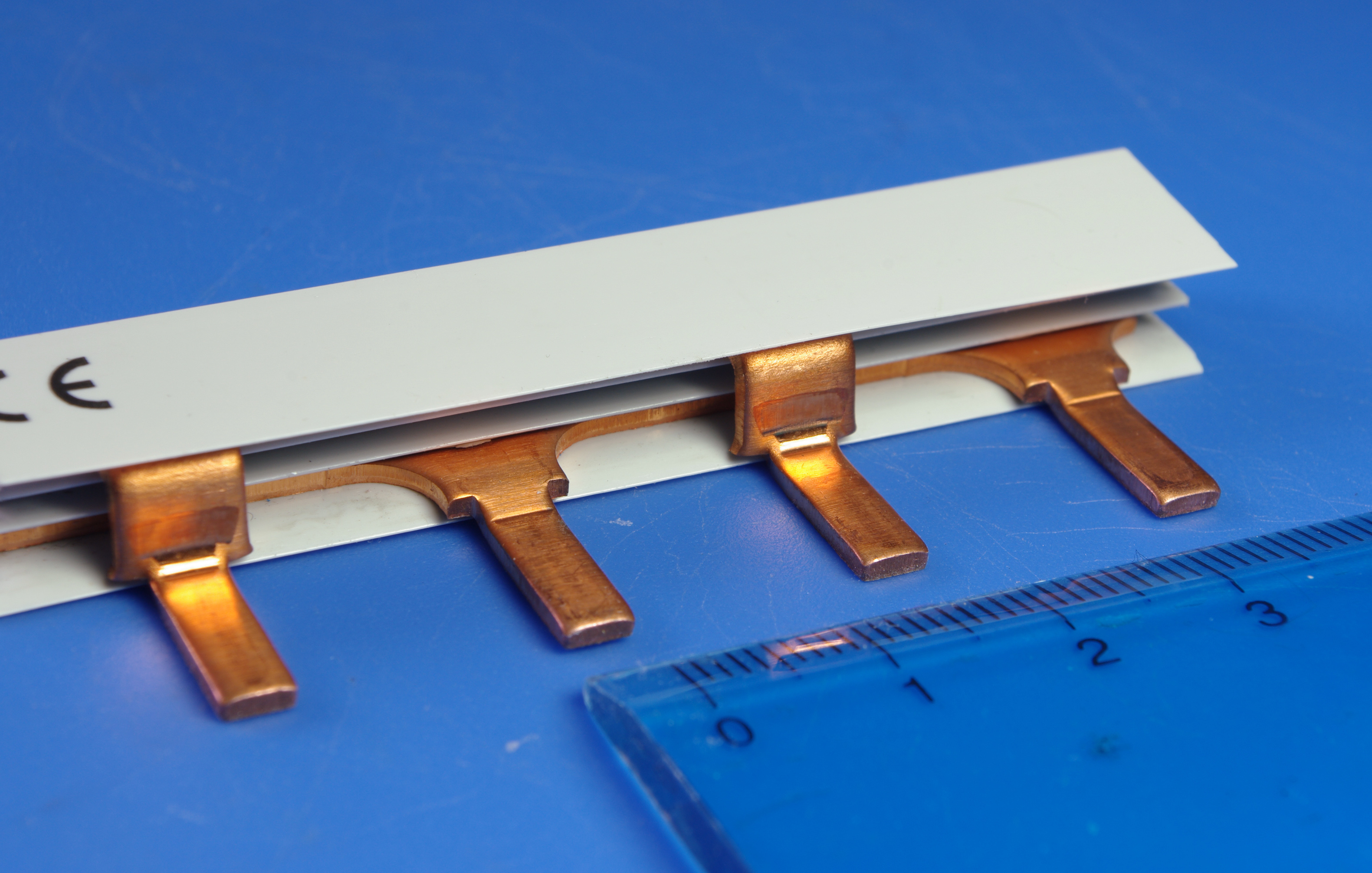
Sammelschiene mit zwei Polen für die Montage im Sicherungskasten

Neben der Hochspannungstechnik wird der Begriff Sammelschiene oft auch in der Niederspannungstechnik für Schienensysteme in Unterverteilungen verwendet. In der Elektroinstallation einer Wohnung entspricht eine Sammelschiene praktisch der Verbindung der Sicherungsautomaten und Fehlerstrom-Schutzschalter im Sicherungskasten. Dafür gibt es ein- bis vierpolige Kamm- oder Gabelschienen. Die Sicherungsautomaten stellen dann praktisch die Abgänge bzw. Schaltfelder dar.

## Weitere Verwendungen des Begriffs
Die Leitung, welche die Wagen eines Zuges elektrisch miteinander verbindet, wird als Zugsammelschiene bezeichnet.
Eine von 1939 bis 1941 erbaute, 750 km lange Hochspannungs-Freileitung trägt den Namen Reichssammelschiene.
In Dampfkraftwerken, die über mehrere Kessel verfügen, die je nach Lastzustand eine unterschiedliche Anzahl von Turbinen bedienen, wird eine Dampfsammelschiene zur Verteilung des Dampfes eingesetzt.